# ヤン・クツィアク
ヤン・クツィアク（スロバキア語: Ján Kuciak、1990年5月17日 - 2018年2月）は、スロバキアの調査報道ジャーナリストである。
2018年2月25日、トルナヴァ県ヴェルカーマチャの自宅で婚約者とともに遺体で発見された。クツィアクは胸部を、婚約者は頭部を、それぞれ銃で撃たれており、二人の遺体の周辺には弾薬が並べられていた。
同国で活動する複数のイタリア人実業家とイタリア・カラブリア州を拠点とするマフィア「ンドランゲタ」との政治的癒着疑惑について公表しようとしていたが、彼の死後この記事が公開された。
スロバキアの首相ロベルト・フィツォは、犯人逮捕につながる情報に対し政府が100万ユーロ（約1億3000万円）を提供すると表明した。